# Belgische wetgevende verkiezingen 1856
Gedeeltelijke verkiezingen voor de Kamer van Volksvertegenwoordigers vonden plaats in België op dinsdag 10 juni 1856. 54 van de 108 volksvertegenwoordigers werden regulier herverkozen, namelijk de zetels in de provincies Oost-Vlaanderen, Henegouwen, Luik en Limburg. 
De katholieken gingen er op vooruit en behaalden zo een meerderheid in de Kamer. In de Senaat, waarvoor geen verkiezingen waren, hadden op dat moment de liberalen een meerderheid.

## Gent (7 leden)
In het arrondissement Gent werd de katholieke lijst verkozen.
| Nieuwe Kiesvereeniging (Katholieken) | stemmen | Liberalen                     | stemmen |
| ------------------------------------ | ------- | ----------------------------- | ------- |
| Josse Delehaye (zittend)*            | 3059    | Ferdinand Manilius (zittend)  | 2419    |
| Henri t'Kint de Roodenbeke (zittend) | 3067    | Edouard Jaequemyns            | 2329    |
| Léopold Maertens (zittend)           | 2971    | Adolphe-Henri Neyt            | 2007    |
| Joseph Van Goethem                   | 2814    | Ernest Vandenpeereboom        | 1939    |
| Eugène De Smet                       | 2623    | Ghequière-De Coster           | 1948    |
| Henri de Kerchove                    | 2993    | Adolf Dubois                  | 1926    |
| Pierre Van Tieghem de Ten Berghe     | ?       | Emile Van Hoorebeke (zittend) | 2210    |

- * tevens parlementsvoorzitter

## Verkozenen
- Kamer van volksvertegenwoordigers (samenstelling 1856-1857)